# Fulleren

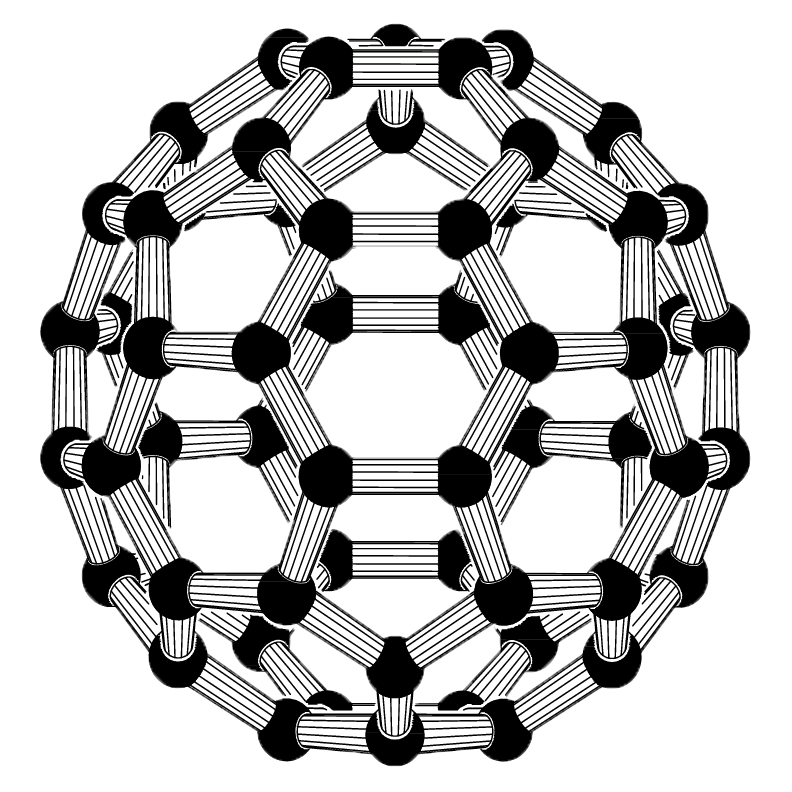
Fullerenmolekyl (kol-60)

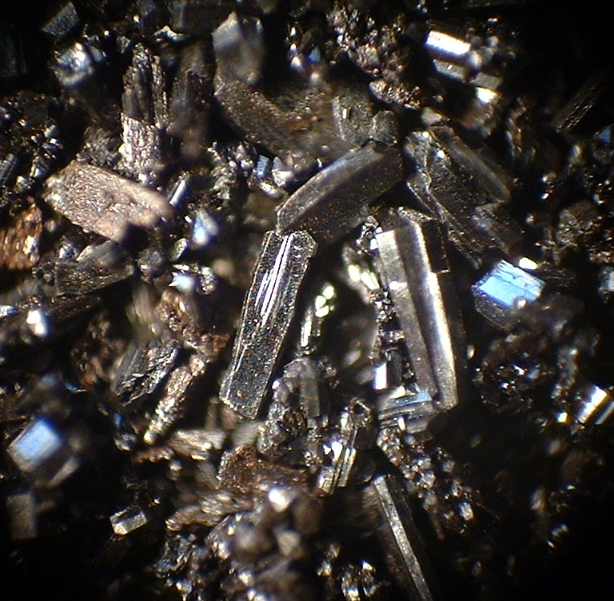
Kristaller av fulleren (kol-60)

Fulleren är en av de fem kristallina allotroperna av kol (de andra är diamant, grafen, nanorör och grafit), som förekommer naturligt. En fulleren är en kompakt struktur (vanligen klot- eller rörformad) av kolatomer. Den fulleren som fått mest uppmärksamhet utanför forskningsvärlden är kol-60 eller C60 som består av sextio kolatomer som ligger ordnade i fem- eller sexkantiga figurer ungefär som lädret i en fotboll. En annan känd fullerentyp är nanorör, som är av rörform. 
Kol-60 och andra fullerener upptäcktes 1985 i laboratorieexperiment av Richard Smalley, Harold Kroto och Robert Curl. De upptäckterna belönades med Nobelpriset i kemi 1996. Molekylen har senare hittats utanför laboratoriemiljön i bland annat vanligt sot.